# بوبكر بلقري
بوبكر بلقري (من موليد 7 يناير 1942 في الجزائر) كان لاعب كرة قدم جزائري محترف لعب كمدافع.

## روابط خارجية
- بوبكر بلقري على موقع ناشيونال فوتبول تيمز (الإنجليزية)